# MGC
MGC is een historisch Frans motorfietsmerk.

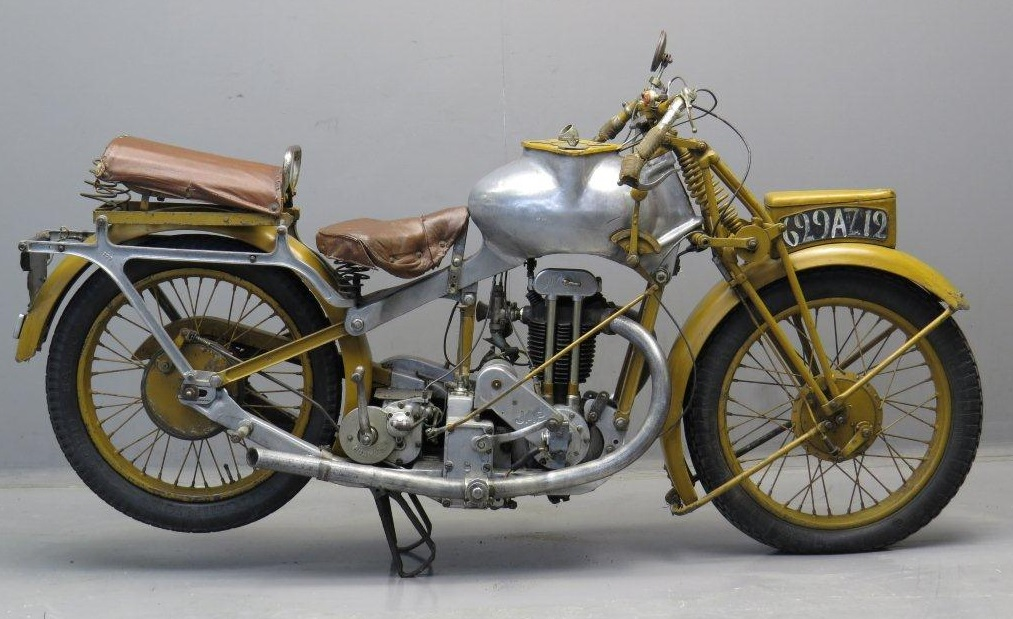
350cc MGC N3 met JAP kopklepmotor uit 1930

MGC stond voor: Ets. Marcel Guignet & Co., Constructeur, Corbelin, Isère.
Marcel Guiget werd in 1901 geboren in het dorp Corbelin in het departement Isère (regio Auvergne-Rhône-Alpes). Zijn vader en zijn ooms hadden een goed uitgeruste houtbewerkingswerkplaats en de jonge Marcel raakte al snel bekend met het werken met machines. Na zijn schooltijd werkte hij een tijdje in zijn vader's bedrijf, waar hij al in 1918 zijn eerste motorfiets bouwde, compleet met een zelf ontwikkeld 4 pk-viertakt-motorblok en voor- en achtervering.
Na zijn militaire diensttijd werkte hij bij verschillende andere bedrijven, waaronder Hispano-Suiza en Gnome et Rhône. In 1928 richtte hij samen met zijn broer Joseph zijn eigen bedrijf op. Joseph had tijdens de Eerste Wereldoorlog gediend bij het Escadrille 3, bijgenaamd Escadrille des Cigognes (escadrille van de Ooievaars) en daarom werd als bedrijfslogo een ooievaar gekozen.
De eerste motorfietsen werden tijdens de show in Parijs in november 1929 getoond. Het waren opmerkelijke en zeer moderne motorfietsen met aluminium frames, waarbij de tank deel uitmaakte van het frame. In feite gebruikten Marcel en Joseph twee gietstukken, die bestonden uit Alpax AS 13, aluminium met 13% Silicium. Eén gietstuk diende als ruggengraat en bevatte het balhoofd en de benzinetank en het andere als wieg waarin het motorblok werd gehangen. De gietstukken werden met stalen buizen (twee voor, twee achter en één achter het motorblok) met elkaar verbonden. Zelfs de bagagedrager was op een gegoten aluminium hulpframe gemonteerd.
MGC had modellen van 250-, 350-, 500- en 600 cc met motoren van JAP en Chaise, hoewel deze laatste inbouwmotor slechts in één 350cc kopklepmodel werd gebruikt.
De onderdelen waren voornamelijk Brits: De machines werden uitgerust met 350- en 500cc JAP kopklepmotoren en aanvankelijk met Sturmey-Archer versnellingsbakken, die later werden vervangen door exemplaren van Burman. De carburateur was van Amac en de oliepomp van Best & Lloyd. De voorvork was een Brampton Sports girdervork. De ontstekingsmagneet was Frans en betrokken van "Magneto France".
Er waren meer bijzondere constructies aan de machnines van MGC: het gereedschapskistje zat op het voorspatbord, de remmen waren aan elkaar gekoppeld, de voetsteunen zaten aan de uitlaten vast en de olietank was in het frame geïntegreerd tussen de motor en de versnellingsbak.
Tussen 1930 en het einde van de productie in 1938 maakte MGC een aantal modellen tussen 250- en 600cc, zowel met kop- als zijklepmotoren, waaronder ook enkele racers.
Er werden slechts weinig motorfietsen geproduceerd: De bronnen variëren van "ca. 200", "227" tot "niet meer dan 300". Dit was waarschijnlijk te wijten aan de grote kwaliteit van de machines. Ze waren daardoor duur en dat was in de crisisjaren niet bepaald een voordeel.